# Ennerre
Ennedue, förkortas N2, tidigare känt som Ennerre eller under förkortningen NR, är ett italienskt företag som tillverkar sportutrustning. Företaget grundades 1987 av Nicola Raccuglia, och var officiell matchställsleverantör till flera klubb- och landslag under 1980- och 1990-talet.

## Ennerre (NR)
Ennerre var under olika tider officiell matchställsleverantör till bland annat de italienska lagen AC Milan, SS Lazio, AS Roma, SSC Napoli, ACF Fiorentina, Bologna FC, AC Venezia, US Palermo, det amerikanska laget New York Cosmos, kanadensiska Toronto Blizzard, rumänska Rapid Bukarest och japanska Kashima Antlers. Man var under en tid även leverantör till Italiens, Uruguays och Elfenbenskustens herrlandslag i fotboll.